# Музей Ваянга
Музей Ваянга (индон. Museum Wayang) — музей, посвящённый яванскому кукольному искусству Ваянг (театр теней). Музей находится в районе Кота Туа, Джакарта, Индонезия. Является одним из нескольких музеев и галерей, выходящих фасадом на площадь Фатахилла, среди которых Исторический музей Джакарты, Музей изящных искусств и керамики, а также художественная галерея Кота Пост Офис.

## История
Здание расположено на месте церкви, которая была построена в 1640 году и называлась Старая голландская церковь (нидерл. De Oude Hollandsche Kerk). В 1732 церковь была отреставрирована, а её название изменено на Новая голландская церковь (нидерл. De Nieuwe Hollandsche Kerk). В 1808 церковь была разрушена землетрясением. Позже, в 1912 году, на её месте было построено новое задание в стиле неоренессанса, которое изначально функционировало в качестве склада, принадлежащего компании Geo Wehry & Co. В 1938 в здании были проведены восстановительные работы согласно канонам голландской колониальной архитектуры. Сад Музея Ваянг, расположенный на территории бывшего двора голландской церкви, стал местом захоронения Генерал-губернатора Яна Питерсона Куна. 

Позднее, здание было приобретено Батавским обществом искусств и наук, организацией, чья деятельность посвящена изучению культуры и науки Индонезии. Впоследствии организация передала здание Фонду Старой Батавии (нидерл. Stichting Oud Batavia), а 22 декабря 1939 года в нём был открыт музей под названием Музей Старой Батавии (нидерл. Oude Bataviasche Museum). В 1957 году, после провозглашения независимости Индонезии, здание было передано Институту культуры Индонезии (индон. Lembaga Kebudayaan Indonesia), а 17 сентября 1962 года — Министерству образования и культуры, с тем, чтобы позднее, под началом Администрации города Джакарта 23 июня 1968 года стать Музеем Ваянга.
Торжественное открытие состоялось 13 августа 1975 года. Музей также является местом проведения репетиций и изысканий, связанных с театром теней.

## Коллекции
Музей хранит коллекцию разных видов кукол Ваянг, таких как Ваянг-Кулит и Ваянг голек. В нём также демонстрируются различные коллекции кукол Ваянг и других кукол из Малайзии, Таиланда, Суринама, Китая, Вьетнама, Франции, Индии и Камбоджи. Помимо этого в музее можно увидеть оркестровые инструменты гамелан, скульптуры и живопись ваянг. Также в музее хранится табличка с надгробного камня Яна Питерсона Куна.
Время от времени в музее проходят представления театра кукол Ваянг и проводятся мастер-классы по изготовлению кукол Ваянг.